# Hochzeit wider Willen (2001)
Hochzeit wider Willen (Original: hebräisch חתונה מאוחרת, Hatunah Meuheret) ist ein israelisches Filmdrama von Dover Kosashvili aus dem Jahr 2001. Im Mittelpunkt des Films steht ein Sohn georgischer Einwanderer und seine Familie, die sich bemüht, eine traditionelle Ehe für ihn zu arrangieren. Der Film war Israels Beitrag in der Kategorie bester internationaler Film für die Oscarverleihung 2002.

## Handlung
Zaza ist ein lediger 31-jähriger georgisch-israelischer Philosophiedoktorand an der Universität Tel Aviv. Seine Familie versucht, eine Ehe innerhalb der georgischen Gemeinschaft für ihn zu arrangieren. Zu Beginn des Films besuchen Zaza und seine Eltern (Yasha und Lili) die Familie einer möglichen Braut. Nachdem Zaza seine Eltern auf dem Rückweg mit seinem Auto zu ihrem Wohnhaus gefahren und dort abgesetzt hat, fährt er zu seiner heimlichen Geliebten und verbringt dort die Nacht. Judith ist eine 34-jährige marokkanisch-israelische geschiedene Mutter mit einer kleinen Tochter (Madona).
In der Zwischenzeit stellen Zazas Eltern fest, dass sie ihren Hausschlüssel in seinem Auto zurückgelassen haben. Vergeblich versuchen sie, ihn zu Hause anzurufen und verbringen schließlich die Nacht bei ihren Verwandten Simon und Margalit. Yasha weiß von der Beziehung und nimmt an, Zaza habe die Nacht bei Judith verbracht. Er lehnt die Beziehung ab, weil Judith älter als Zara ist. Zudem ist sie geschieden und hat ein Kind.
Die Eltern und eine Reihe von Verwandten beobachten Judiths Wohnhaus und besuchen das Paar in der Wohnung. Sie versuchen, die Beziehung erst durch höfliches Zureden, später durch Demütigungen und Androhungen von Gewalt zu beenden. Schließlich erklärt Zaza die Beziehung für beendet und verlässt die Wohnung mit seiner Familie. Wenig später kehrt er zurück und versucht, die Beziehung zu retten. Judith sagt ihm jedoch, sie wolle ihn nicht wiedersehen. Später in seiner Wohnung hat Zaza eine weitere Auseinandersetzung mit seinen Eltern.
Einige Zeit später kehren Zazas Eltern zum Wohnhaus von Judith zurück. Lili schenkt Madona einen Teddybären als Friedensangebot. Während Yasha im Auto bleibt, geht Lili mit Judith in die Wohnung und die beiden reden miteinander. Judith gibt schließlich zu, dass Zaza sie angefleht habe, ihn zu heiraten. Sie habe sich jedoch geweigert, da ihr klar geworden sei, dass er seine Familie mehr liebe als sie und die Beziehung für alle Beteiligten schlecht sei. Zurück im Auto fragt Yasha Lili, ob sie Judith nun als Ehefrau für Zaza akzeptieren würde. Lili antwortet, man solle abwarten, ob Zaza über sie hinwegkomme.
Zaza heiratet schließlich eine der Familie genehme Frau. Bei der Hochzeitsfeier geht der betrunkene Zaza auf die Bühne und erklärt, er habe neben seiner Ehefrau noch eine andere Frau, die noch schöner sei. Er bittet Simon auf die Bühne, um dies zu bestätigen. Simon sagt daraufhin, bei der zweiten Frau handele es sich um Zazas Mutter.

## Kritik
„Als Tragikomödie konzipierter Erstlingsfilm, dessen verhaltene Inszenierung mit gleitenden Genreübergängen für Irritationen sorgt. Der nachdenklich stimmende Film enthält sich jeder vordergründigen Schwarz-weiß-Zeichnung und wägt den Wert von Traditionen gegen die Freiheiten der selbstbestimmten Moderne ab.“

## Auszeichnungen (Auswahl)
Der Film wurde 2001 in elf Kategorien mit dem Ophir Award ausgezeichnet, darunter Beste Hauptdarstellerin, Bester Hauptdarsteller und Bester Film. Hinzu kamen Auszeichnungen und Nominierungen bei verschiedenen Filmfestivals.